# Thaya (település)
Thaya osztrák mezőváros Alsó-Ausztria Waidhofen an der Thaya-i járásában. 2018 januárjában 1380 lakosa volt. 

## Elhelyezkedése

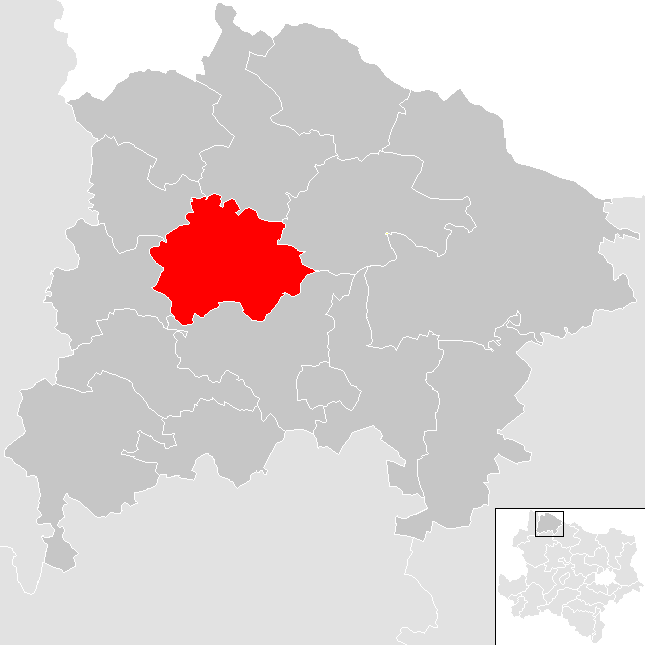
Thaya a Waidhofen an der Thaya-i járásban

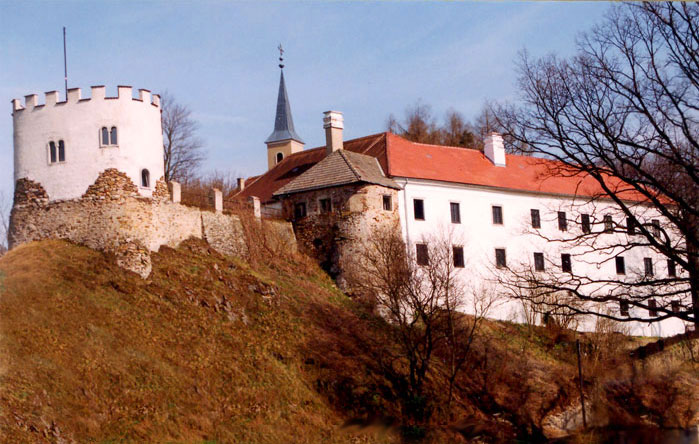
A peigarteni kastély

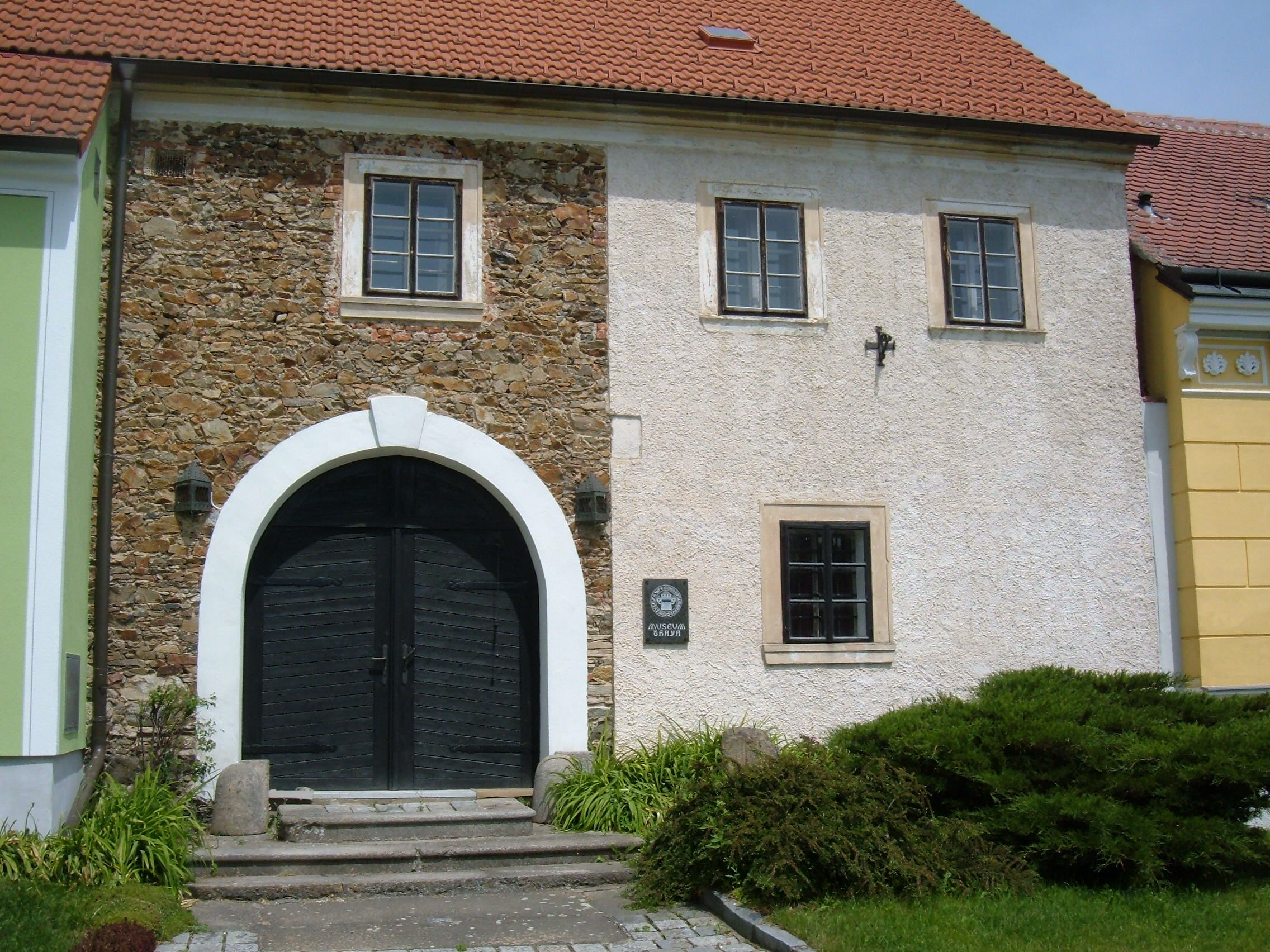
A helytörténeti múzeum

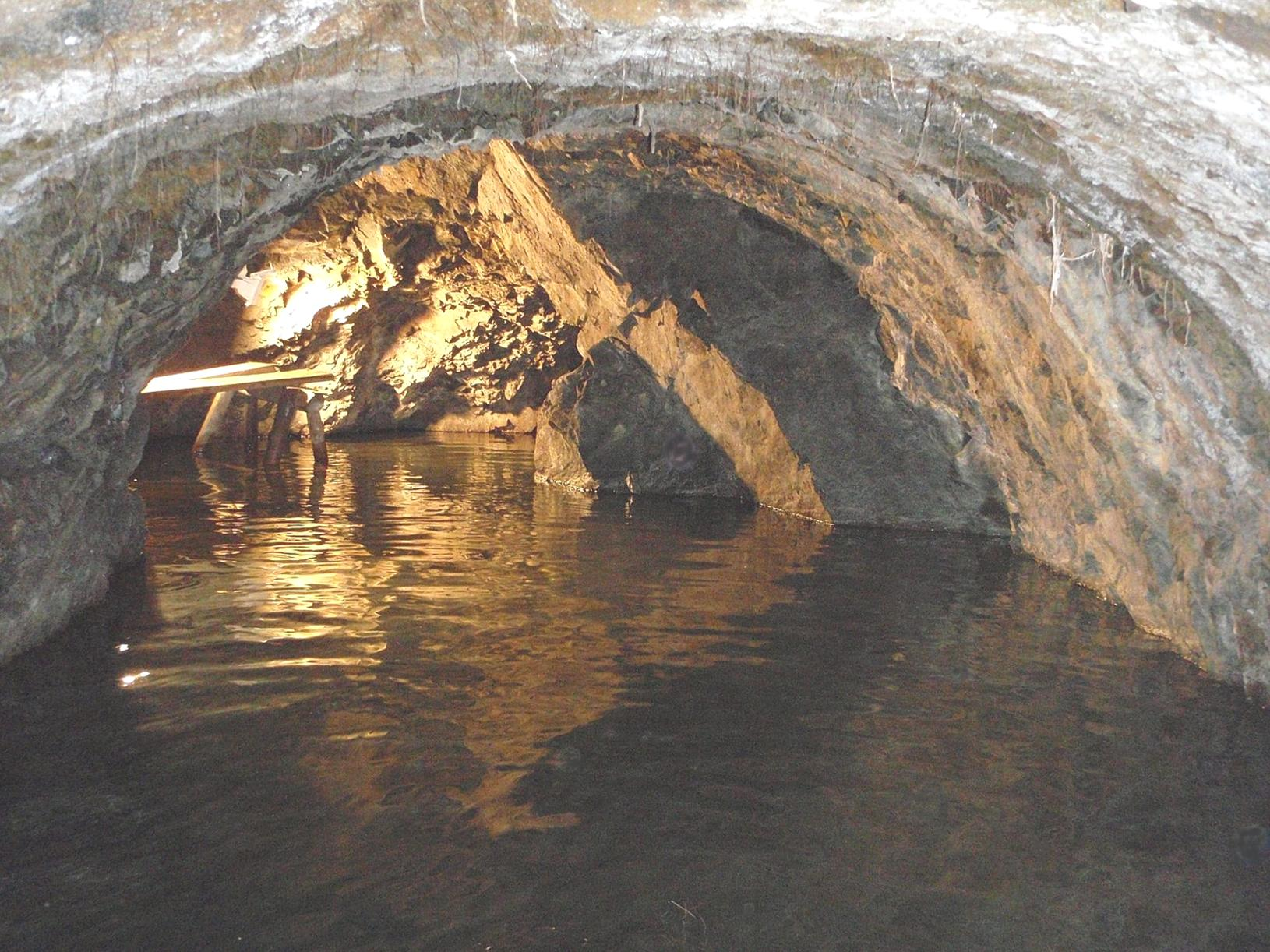
A Haidl fogadó pincéje

Thaya Alsó-Ausztria Erdőnegyedének (Waldviertel) északi részén fekszik, a hasonló nevű folyó mentén. Területének 27,9%-át erdő borítja. Az önkormányzat 9 településrészt és falut egyesít: Eggmanns (59 lakos 2018-ban), Großgerharts (197), Jarolden (86), Niederedlitz (153), Oberedlitz (88), Peigarten (107), Ranzles (31), Schirnes (48) és Thaya (611). A kataszteri közösségek Eggmanns, Großgerharts, Jarolden, Niederedlitz, Oberedlitz, Peigarten, Ranzles, Schirnes és Thaya.
A környező önkormányzatok: északra Dobersberg, keletre Karlstein an der Thaya, délre Waidhofen an der Thaya, nyugatra Pfaffenschlag bei Waidhofen an der Thaya, északnyugatra Gastern.

## Története
Thayát először 1175-ben említik. A szomszédos Raabs grófi birtokainak volt egyik központja, 1294-ben már mezővárosi jogokat kapott. A ma a mezővároshoz tartozó falvak közül Großgerhartsot és Schirnest 1112-ben, Peigartent 1200 körül, Eggmanns, Jarolden, Niederedlitz, Oberedlitz és Ranzlest pedig 1230-ban említik elsőként. Hard falu 1112-ben szerepel először az írott forrásokban, de 1369-re fokozatosan eltűnt; elnéptelenedése a legjobban dokumentált ilyen esemény Alsó-Ausztria történetében. 
A 19. században a sertéskereskedelem vált a mezőváros egyik fontos gazdasági ágazatává.

## Lakosság
A thayai önkormányzat területén 2018 januárjában 1380 fő élt. A lakosságszám 1880 óta (akkor 2590 fő) folyamatosan csökken. 2016-ban a helybeliek 98,3%-a volt osztrák állampolgár; a külföldiek közül 0,4% a régi (2004 előtti), 0,9% az új EU-tagállamokból érkezett. 2001-ben a lakosok 95,1%-a római katolikusnak, 3,2% pedig felekezeten kívülinek vallotta magát. Ugyanekkor két magyar élt a mezővárosban.

## Látnivalók
- a Szt. Péter és Pál-plébániatemplom román alapokon álló gótikus épület
- a peigarteni kastély előzetese bejelentkezés alapján látogatható
- a helytörténeti múzeum a település legrégebbi házában van berendezve
- Hard és Kleinhard elhagyott falvak régészeti helye és múzeuma
- Haidl fogadó vízzel elöntött középkori pincéje csónakkal bejárható
- a gitármúzeum
- a fegyvermúzeum

## Fordítás
- Ez a szócikk részben vagy egészben  a   Thaya (Niederösterreich) című német Wikipédia-szócikk ezen változatának fordításán alapul.  Az eredeti cikk szerkesztőit annak laptörténete sorolja fel. Ez a jelzés csupán a megfogalmazás eredetét és a szerzői jogokat jelzi, nem szolgál a cikkben szereplő információk forrásmegjelöléseként.